# Paiania
Paiania (in greco Παιανία?) è un comune della Grecia situato nella periferia dell'Attica (unità periferica dell'Attica Orientale) con 28.036 abitanti secondo i dati del censimento 2021.
A seguito della riforma amministrativa detta piano Kallikratis in vigore dal gennaio 2011 che ha abolito le prefetture e accorpato numerosi comuni, la superficie del comune è ora di 53 km² e la popolazione è passata da 13.013 a 19.767 abitanti.
L'agricoltura è stata probabilmente l'attività dominante dal V al XX secolo.